# Asplenium platyneuron
Asplenium platyneuron là một loài thực vật có mạch trong họ Aspleniaceae. Loài này được (L.) Britton, Sterns & Poggenb. miêu tả khoa học đầu tiên năm 1878.

## Hình ảnh

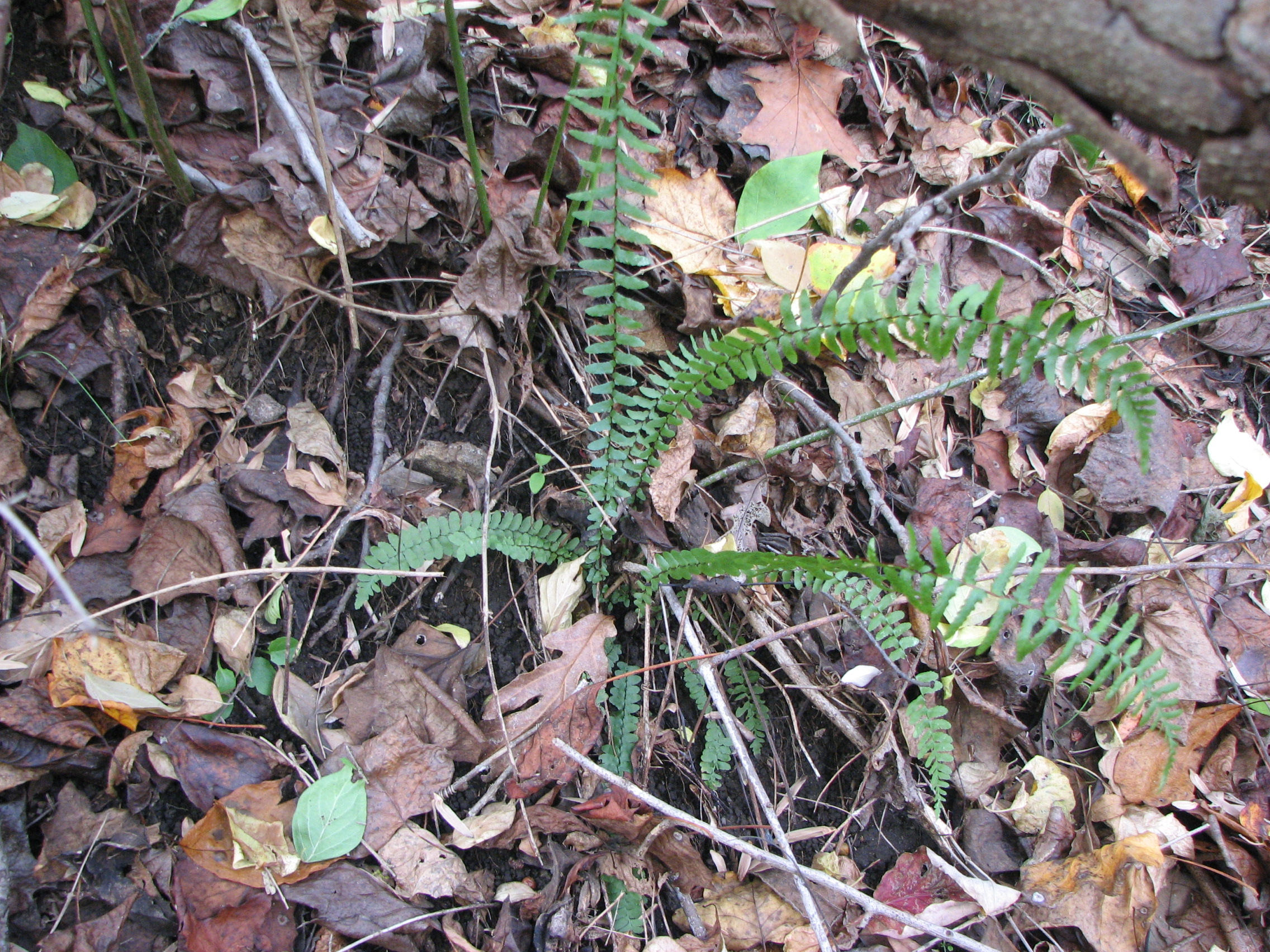
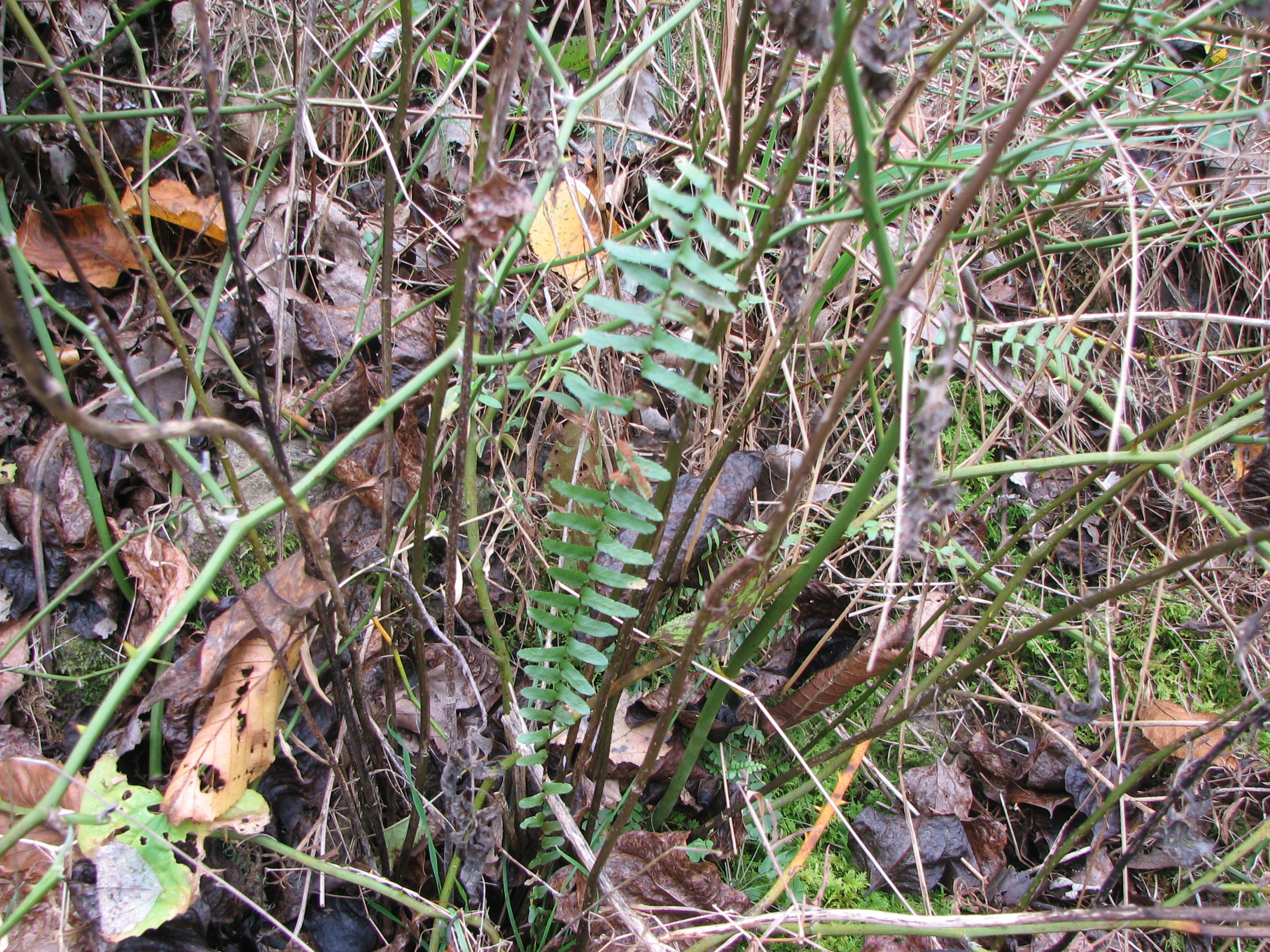
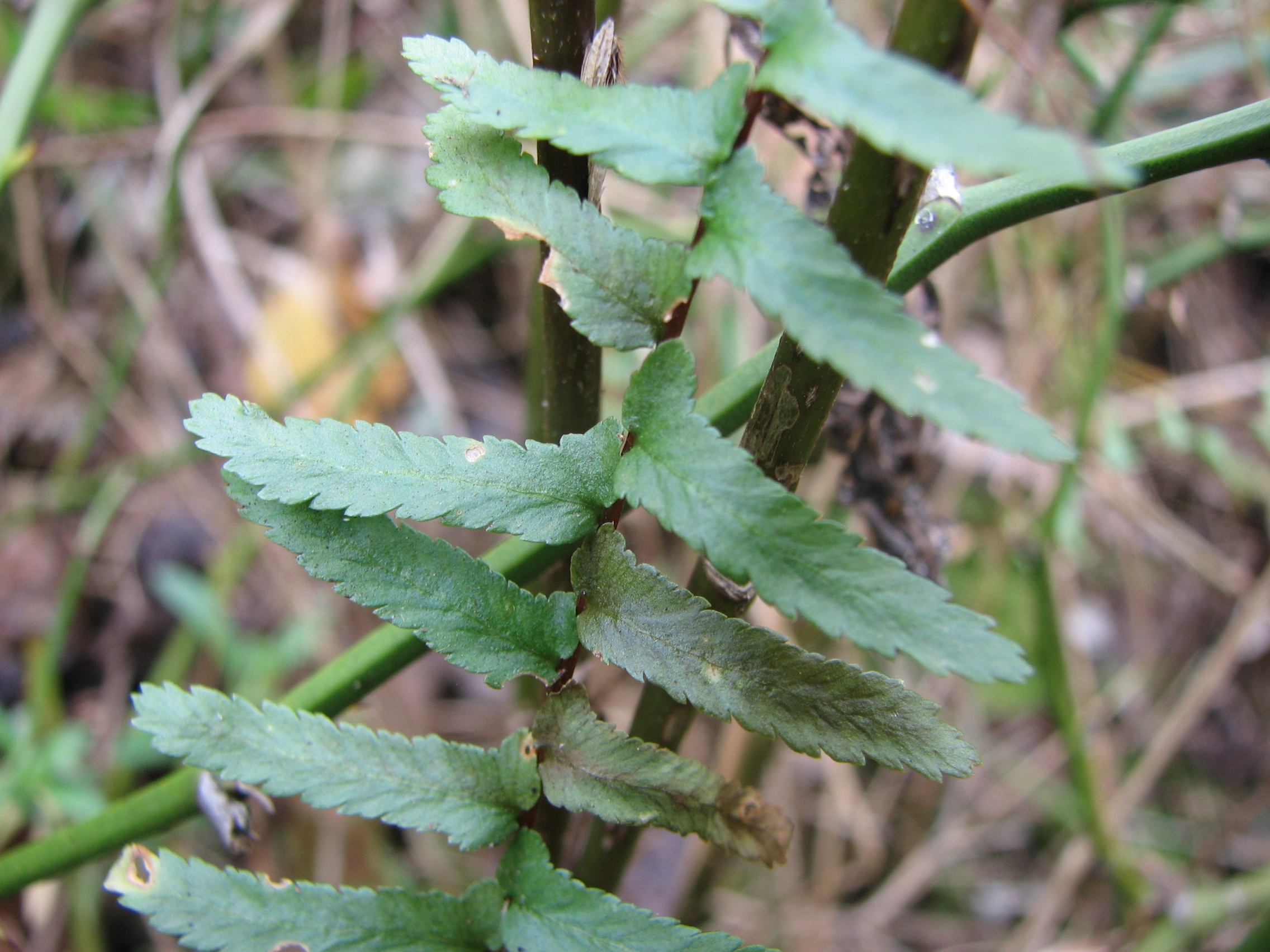
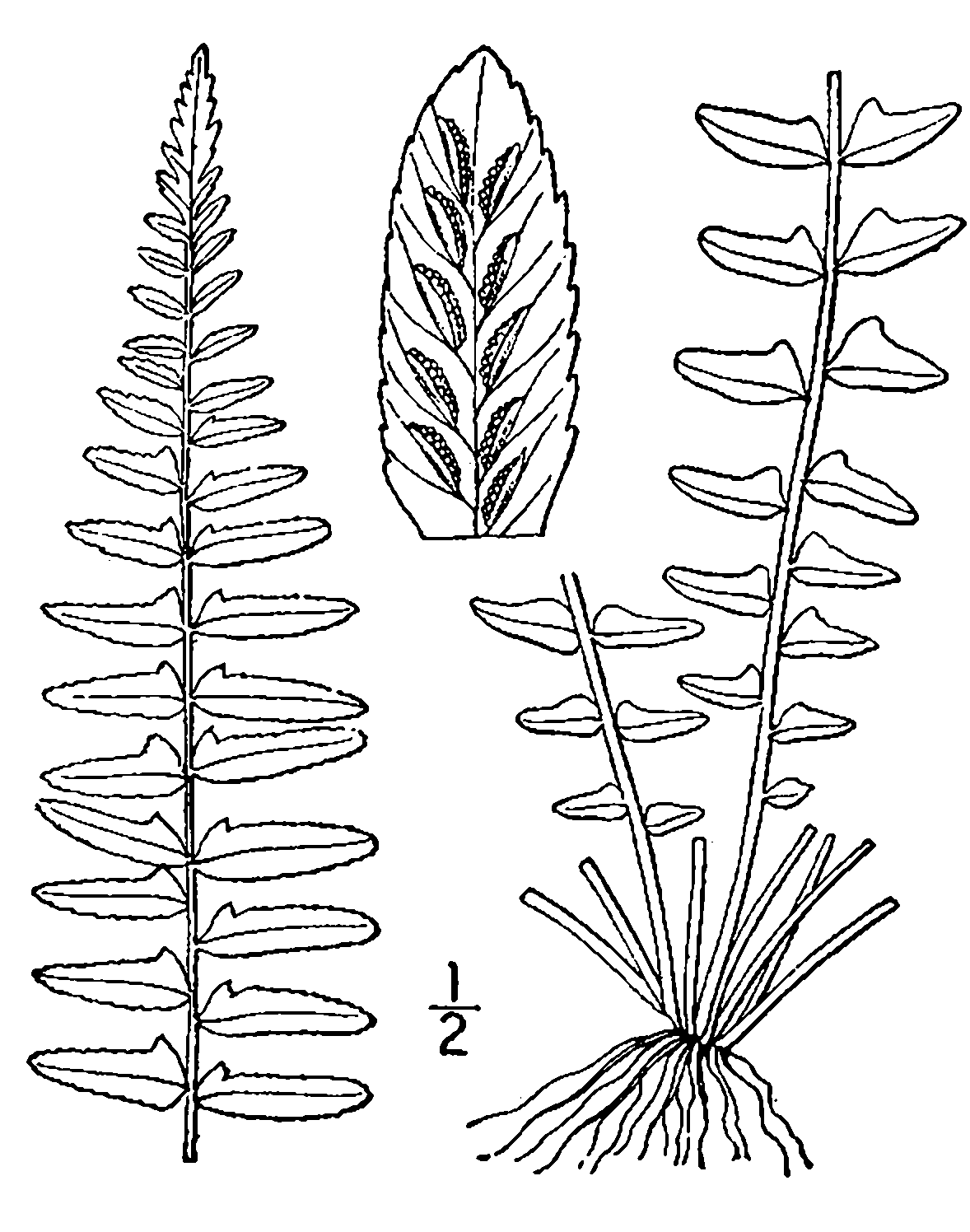